# Campionato islandese di pallamano maschile
Il campionato islandese di pallamano maschile è l'insieme dei tornei istituiti ed organizzati dalla Handknattleikssamband islands, la federazione islandese di pallamano.

La prima stagione si disputò nel 1940; dall'origine a tutto il 2020 si sono tenute 81 edizioni del torneo.

La squadra che vanta il maggior numero di campionati vinti è il Valur, con 24 titoli.
La squadra campione in carica è il Hafnarfjörður.

## Organizzazione del campionato

### Struttura
Quella che segue è una sintetica struttura dei primi 3 livelli del campionato.
| Livello | Campionato        | Campionato        | Campionato        | Campionato        | Campionato        | Campionato        | Campionato        | Campionato        |
| 1       | N1-Deild 12 clubs | N1-Deild 12 clubs | N1-Deild 12 clubs | N1-Deild 12 clubs | N1-Deild 12 clubs | N1-Deild 12 clubs | N1-Deild 12 clubs | N1-Deild 12 clubs |
| 2       | 1. Deild 8 clubs  | 1. Deild 8 clubs  | 1. Deild 8 clubs  | 1. Deild 8 clubs  | 1. Deild 8 clubs  | 1. Deild 8 clubs  | 1. Deild 8 clubs  | 1. Deild 8 clubs  |
| 3       | 2. Deild 8 clubs  | 2. Deild 8 clubs  | 2. Deild 8 clubs  | 2. Deild 8 clubs  |                   |                   |                   |                   |

### N1-Deild
L'N1-Deild è il massimo campionato maschile e si svolge tra 12 squadre.

Si compone di una stagione regolare in cui i club si affrontano in un girone all'italiana con partite di andata e ritorno.

Le squadre classificate dal 1º al 6º posto in classifica disputano i play off per il titolo

La squadra 1ª classificata al termine dei play-off è proclamata campione d'Islanda.

La squadra classificata al 7º posto all'8º posto in classifica retrocedono in seconda divisione nella stagione successiva.

## Albo d'oro
| Edizione | Vincitore           |
| -------- | ------------------- |
| 1940     | Valur               |
| 1941     | Valur               |
| 1942     | Valur               |
| 1943     | Haukar              |
| 1944     | Valur               |
| 1945     | Glímufélagið Ármann |
| 1946     | Íþróttafélag        |
| 1947     | Valur               |
| 1948     | Valur               |
| 1949     | Glímufélagið Ármann |
| 1950     | Fram                |
| 1951     | Valur               |
| 1952     | Glímufélagið Ármann |
| 1953     | Glímufélagið Ármann |
| 1954     | Glímufélagið Ármann |
| 1955     | Valur               |
| 1956     | Hafnarfjörður       |
| 1957     | Hafnarfjörður       |
| 1958     | Knattspyrnufélag    |
| 1959     | Hafnarfjörður       |
| 1960     | Hafnarfjörður       |
| 1961     | Hafnarfjörður       |
| 1962     | Fram                |
| 1963     | Fram                |
| 1964     | Fram                |
| 1965     | Hafnarfjörður       |
| 1966     | Hafnarfjörður       |

| Edizione | Vincitore     |
| -------- | ------------- |
| 1967     | Fram          |
| 1968     | Fram          |
| 1969     | Hafnarfjörður |
| 1970     | Fram          |
| 1971     | Hafnarfjörður |
| 1972     | Fram          |
| 1973     | Valur         |
| 1974     | Hafnarfjörður |
| 1975     | Víkingur      |
| 1976     | Hafnarfjörður |
| 1977     | Valur         |
| 1978     | Valur         |
| 1979     | Valur         |
| 1980     | Víkingur      |
| 1981     | Víkingur      |
| 1982     | Víkingur      |
| 1983     | Víkingur      |
| 1984     | Hafnarfjörður |
| 1985     | Hafnarfjörður |
| 1986     | Víkingur      |
| 1987     | Víkingur      |
| 1988     | Valur         |
| 1989     | Valur         |
| 1990     | Hafnarfjörður |
| 1991     | Valur         |
| 1992     | Hafnarfjörður |
| 1993     | Valur         |

| Edizione | Vincitore                                        |
| -------- | ------------------------------------------------ |
| 1994     | Valur                                            |
| 1995     | Valur                                            |
| 1996     | Valur                                            |
| 1997     | Akureyri                                         |
| 1998     | Valur                                            |
| 1999     | UMFA Mosfellsbaer                                |
| 2000     | Haukar                                           |
| 2001     | Haukar                                           |
| 2002     | Akureyri                                         |
| 2003     | Haukar                                           |
| 2004     | Haukar                                           |
| 2005     | Haukar                                           |
| 2006     | Fram                                             |
| 2007     | Valur                                            |
| 2008     | Haukar                                           |
| 2009     | Haukar                                           |
| 2010     | Haukar                                           |
| 2011     | Hafnarfjörður                                    |
| 2012     | Kopavogs                                         |
| 2013     | Fram                                             |
| 2014     | ÍBV Vestmannæyja                                 |
| 2015     | Haukar                                           |
| 2016     | Haukar                                           |
| 2017     | Valur                                            |
| 2018     | ÍBV Vestmannæyja                                 |
| 2019     | Selfoss                                          |
| 2020     | Non assegnato a causa della pandemia di COVID-19 |

| Edizione | Vincitore        |
| -------- | ---------------- |
| 2021     | Valur            |
| 2022     | Valur            |
| 2023     | ÍBV Vestmannæyja |
| 2024     | Hafnarfjörður    |

## Riepilogo vittorie per club
| Numero | Club                | Anni |
| ------ | ------------------- | --- |
| 24     | Valur               | 1940, 1941, 1942, 1944, 1947, 1948, 1951, 1955, 1973, 1977 1978, 1979, 1988, 1989, 1991, 1993, 1994, 1995, 1996, 1998 2007, 2017, 2021, 2022 |
| 17     | Hafnarfjörður       | 1956, 1957, 1959, 1960, 1961, 1965, 1966, 1969, 1971, 1974 1976, 1984, 1985, 1990, 1992, 2011, 2024                                          |
| 11     | Haukar              | 1943, 2000, 2001, 2003, 2004, 2005, 2008, 2009, 2010, 2015, 2016                                                                             |
| 10     | Fram                | 1950, 1962, 1963, 1964, 1967, 1968, 1970, 1972, 2006, 2013                                                                                   |
| 7      | Víkingur            | 1975, 1980, 1981, 1982, 1983, 1986, 1987 |
| 5      | Glímufélagið Ármann | 1945, 1949, 1952, 1953, 1954 |
| 3      | ÍBV Vestmannæyja    | 2014, 2018, 2023 |
| 2      | Akureyri            | 1997, 2002 |
| 1      | Selfoss             | 2019 |
| 1      | Kopavogs            | 2012 |
| 1      | UMFA Mosfellsbaer   | 1999 |
| 1      | Knattspyrnufélag    | 1958 |
| 1      | Íþróttafélag        | 1946 |